# Francesco Benussi
Francesco Benussi (* 15. Oktober 1981 in Mestre) ist ein italienischer ehemaliger Fußballtorhüter.

## Karriere

### Verein
Benussi entstammt der Jugend der AC Venedig 1907. Er wurde von dieser 1999 in den Profikader übernommen und kam in seiner Debütsaison sogleich auf sieben Einsätze in der Serie A. Danach wurde er erstmal für drei Jahre an die AC Lumezzane, Ascoli Calcio und die AC Arezzo verliehen, lediglich ein halbes Jahr verbrachte er von 2000 bis 2003 bei der AC Venedig 1907. In den Spielzeiten 2003/04 und 2004/05 jedoch gehörte er zum festen Bestandteil der Mannschaft.
Im Sommer 2005 wechselte Benussi dann zur US Lecce, mit der er in seiner ersten Saison bei den Apuliern aus der Serie A abstieg. Auch die nächsten beiden Jahre spielte er für Lecce,  bis auf eine Kurzleihe zur AC Siena. 2008 gelang der Wiederaufstieg in die erste Liga, es folgte jedoch der sofortige Wiederabstieg. Nach einer Kurzleihe zur AS Livorno bis in den Januar 2010 verließ er die US Lecce und schloss sich der US Palermo an. Für diese stand er bis 2013 im Kader, wurde jedoch nur sporadisch eingesetzt und absolvierte ein halbes jahr auf Leihbasis beim FC Turin, wo er allerdings Stammspieler war. Seit der Spielzeit 2013/14 steht er bei Udinese Calcio unter Vertrag, ist jedoch in der Torwarthierarchie momentan nur die Nummer vier.

### Nationalmannschaft
Benussi absolvierte von 1999 bis 2001 sechs bzw. drei Partien für die U-18 und die U-20-Auswahl Italiens.

## Erfolge
- U-18-Vize-Europameister: 1999
- Aufstieg in die Serie A: 2007/08, 2011/12